# Daphnella delicata
Daphnella delicata é uma espécie de gastrópode do gênero Daphnella, pertencente à família Raphitomidae.